# Utecht
Utecht település Németországban, Mecklenburg-Elő-Pomeránia tartományban. Lakosainak száma 415 fő (2023. december 31.). Utecht Römnitz, Schlagsdorf és Thandorf községekkel határos.

## Népesség
A település népességének változása:
| Lakosok száma | 401  | 407  | 429  | 432  | 415  |
|               | 2017 | 2019 | 2021 | 2022 | 2023 |